# Idotea phosphorea
Idotea phosphorea är en kräftdjursart som beskrevs av Harger 1873. Idotea phosphorea ingår i släktet Idotea och familjen tånglöss. Inga underarter finns listade i Catalogue of Life.